# Ланфранши, Матье
Матье Лафранши (фр. Mathieu Lanfranchi; род. 23 сентября 1982, Париж) — французский гандболист. Ныне работает помощником главного тренера женского клуба «Нант».

## Карьера
Сравнительно поздно (в 23 года) стал играть на профессиональном уровне (выиграв чемпионат Франции среди студентов и Насьональ 3 с клубом «Уасель»). Матье Лафранши в 2009 году перешёл в Дижон. В течение двух сезонов, Матье Лафранши два раза был в десятке лучших бомбардиров чемпионата Франции по гандболу. По итогам сезона 2010/2011, клуб Дижон вылетал из высшего дивизиона чемпионата Франции. Матье Лафранши переходит в Сессон-Рен, где он попал в символическую сборную по итогам чемпионата Франции 2015/2016 на позиции линейного.
C 2018 года работал в тренировочном центре клуба «Сессон Ренн», помощником тренера в клубе «Фронтиньян». В декабре 2019 года согласился стать помощником Гийома Сорины в женском клубе «Нант Атлантик».

## Статистика
| Сезон        | Клуб       | Лига           | Матчи | Голы | 7-метр | Голы |
| ------------ | ---------- | -------------- | ----- | ---- | ------ | ---- |
| 2009-10      | Дижон      | LNH division 1 | 26    | 147  | 41     | 106  |
| 2010-11      | Дижон      | LNH division 1 | 26    | 147  | 36     | 111  |
| 2011-12      | Сессон-Рен | LNH division 1 | 26    | 128  | 27     | 101  |
| 2012-13      | Сессон-Рен | LNH division 1 | 25    | 84   | 31     | 53   |
| 2013-14      | Сессон-Рен | LNH division 1 | 26    | 68   | 32     | 36   |
| 2014/15      | Сессон-Рен | LNH division 1 | 25    | 108  | 33     | 75   |
| 2015/16      | Сессон-Рен | LNH division 1 | 26    | 114  | 28     | 86   |
| 2016/17      | Сессон-Рен | LNH division 1 | 26    | 54   | 22     | 32   |
| 2017/18      | Сессон-Рен | LNH division 1 | 19    | 36   | 14     | 22   |
| 2009-по н.в. | Итого      | LNH division 1 | 225   | 886  | 264    | 622  |